# Данкуин
Данкуин (англ. Dunquin; ирл. Dún Chaoin, Дун-Хинь) — деревня в Ирландии, находится в графстве Керри (провинция Манстер). Является частью Гэлтахта. Население — по оценке, более ста человек.